# レモン牌
レモン牌（レモンぱい）は、1996年に平和が開発、発売した麻雀をモチーフとした現金機デジパチ。『麻雀物語』の後継機種で、本機の演出や設定等は後の同社製パチスロ、『麻雀物語』に引き継がれている。

## 特徴
- プレイヤー自身が雀士であるという趣向で、ライバルとして「美人３姉妹」と麻雀で勝負する。
- リーチ時に本物のリーチ棒が現れる。デジパチで初めてリーチアクションに役物ギミックを使用した機種といわれている。
- 確率変動図柄は背景がレモン色になっている。
- 後に本機をグレードアップした『CRピーチパイシスターズ』『ピーチパイ娘』他を発売した。

## スペック
- 『レモン牌』（1996年）
  - 大当たり確率 1/245.5
  - 確率変動割合 1/4（次回通常大当たりまで確率変動継続）
    - 確率変動絵柄 「3筒」、「7筒」、「花牌」、「発」
    - 通常絵柄「1筒」、「2筒」、「4筒」、「5筒」、「6筒」、「8筒」、「9筒」、「東」、「南」、「西」、「北」、「白」

  - 賞球数 7&15

## 演出
- 「ノーマルリーチ」左、中、右の順に普通に止まる。
- 「迷い捨て牌リーチ」虫眼鏡のようなものが現れ、相手を窺う。
- 「ツモ切りリーチ」「美人３姉妹」と一騎討ちに発展
- 「カウントダウンリーチ」 「あと（数字）」と表示され、カウントダウンしながら牌をツモる。
- 「テンホーリーチ」いきなり大当たり。画面に「天和」と表示する。
- 「全体スクロールリーチ」いわゆる全回転。大当たり確定。

確率変動は実際確率は変わらない。つまり時短となる。